# Portland Thorns FC
Portland Thorns FC är en professionell fotbollsklubb för damer baserad i Portland i Oregon i USA. Klubben grundades år 2012 och spelar i den amerikanska högstaligan National Women's Soccer League (NWSL). Thorns är en av de mest framgångsrika och välbesökta klubbarna inom damfotboll i världen.

## Historia
Portland Thorns grundades i samband med att NWSL lanserades inför säsongen 2013, med stöd från herrklubben Portland Timbers (MLS). Laget fick sitt namn efter Oregons smeknamn “The Beaver State” och den ros som är Portlands officiella blomma – därav “Thorns” (”taggar”).
Thorns vann ligans första mästerskap redan under premiärsäsongen 2013, under ledning av tränaren Cindy Parlow Cone. Laget har sedan dess etablerat sig som en av ligans mest framgångsrika klubbar.

## Meriter
- NWSL Champions:
  - 2013
  - 2017
  - 2022
- NWSL Shield (bästa grundserielag):
  - 2016
  - 2021
- NWSL Challenge Cup:
  - 2021

## Hemmaarena
Portland Thorns spelar sina hemmamatcher på Providence Park, en arena i centrala Portland med plats för cirka 25 000 åskådare. Klubben har vid flera tillfällen haft det högsta publiksnittet i NWSL.

## Supportrar och kultur
Thorns har ett starkt supporterskap med gruppen Rose City Riveters som mest framträdande. Stämningen på lagets matcher beskrivs ofta som livlig och passionerad – liknande den man hittar inom herrfotbollen, vilket är ovanligt inom damfotboll.

## Spelare
Genom åren har många framstående spelare representerat klubben, både amerikanska landslagsspelare och internationella stjärnor, bland andra:
- Christine Sinclair (Kanada) – lagkapten och en av världens främsta målskyttar genom tiderna
- Tobin Heath (USA)
- Lindsey Horan (USA)
- Becky Sauerbrunn (USA)
- Adrianna Franch (USA)

## Ägare
Klubben ägdes tidigare av Merritt Paulson och var en del av samma organisation som herrlaget Portland Timbers (MLS). Efter skandaler inom NWSL rörande ledarskap och arbetsmiljö, separerades ägarskapet och laget fick nya ägare 2024.